# Protesta-desesperació
El comportament de protesta-desesperació, o de protesta de desesperació, és el que tenen tots els nounats mamífers si se'ls separa de les seves mares en néixer i que consisteix a que el nadó plora ininterrumpudament fins que torna a estar al costat de la mare, i només para quan ja no li queden forces físiques per a continuar. La separació de la mare i el nounat just després del naixement es considera un cas de violència obstètrica, un tipus de violència, delicte en alguns països, contra la dona i l'infant.
El plor perllongat li provoca primer estrès, i més tard desesperació. Un nadó separat de la mare en néixer té el doble d'hormones d'estrès al cap de sis hores que un que hagi estat pell a pell amb la seva mare després de néixer. La seva fisiologia reacciona davant el "perill" (indicat per l'estrès) d'enfrontar-se sol al món, per a poder sobreviure més temps sol necessita estalviar energia, per la qual cosa baixa la seva temperatura corporal, la seva freqüència cardíaca es torna inestable i la seva respiració en irregular.
Un estudi fet a l'Hospital Doce de Octubre de Madrid va mostrar que els nounats separats de la mare havien tingut una mitjana de 41 episodis de plor, gairebé un cada dos minuts de mitjana, al cap d'una hora i mitja d'haver nascut. En canvi, els que havien estat en contacte amb la mare ploraven deu vegades menys. A més, la temperatura corporal era més alta en el cas dels que havien estat sobre la mare, 37,1 °C davant dels 36,8 °C del que n'havien estat separats.